# Hrvatsko pučko vremenoslovlje
Hrvatsko pučko vremenoslovlje je skup izreka i vjerovanja Hrvata vezanih uz vrijeme, vremenske prilike i meteorološke događaje proizašlih iz amaterskih mjerenja, motrenja i zapisa meteoroloških pojava tijekom stoljeća za potrebe poljoprivrednih radova. Najčešće su oblikovane kao izreke ili stihovi i uglavnom su vezani sa svetkovine i blagdane katoličkoga kalendara.
Osim u kronikama pojedinaca, najviše meteoroloških zapisa prije instrumentalna razdoblja (druga polovina XIX. st.) zabilježeno je crkvenim knjigama. Među motriteljima vremena ističe se fra Blaž Marija Kullier koji je za boravka u Franjevačkome samostanu Duha Svetoga u Fojnici od 1877. do 1884. godine zapisivao u svoj dnevnik zapažanja vremena i mjerenja temperature zraka, petnaest godina prije službenih meteoroloških motrenja i mjerenja u BiH.
Među zapisničarima hrvatskih narodnih izreka o vremenu ističu se hrvatski prirodoslovci Josip Torbar i Oton Kučera te meteorolog Milan Sijerković.

## Izreke
|  | Wikicitati imaju zbirke citata o temi Hrvatsko pučko vremenoslovlje |